# 医療詐欺
医療詐欺（いりょうさぎ、Health care fraud）には、医療保険詐欺、医薬品詐欺、偽医療などが含まれる。多くの場合医療詐欺は、保険者や政府医療プログラム（メディケア等）を相手として行われる。
米国における医療詐欺について、FBIは800億ドルの税金損失と見積もっている。不正請求防止法により、2010年は250億ドルの回収を行う事ができ、多くのケースはキータム訴訟制度（内部告発奨励プログラム）によって回収されている。ホイッスルブローワーに対しては、2010年では総計3億762万ドルの報酬が支払われた。

## 手口
- 提供していないサービスの請求
- アップコーディング（実際より高価なサービス、医療品を提供したとして請求）
- 無駄な医療
- キックバック

## 日本
| 年度                 | 医科      | 歯科       | 調剤     |
| -------------------- | --------- | ---------- | -------- |
| 2014年（平成26年）度 | 15件／8人 | 19件／14人 | 7件／8人 |
| 2015年（平成27年）度 | 10件／7人 | 26件／18人 | 1件／1人 |
| 2016年（平成28年）度 | 8件／6人  | 18件／14人 | 1件／1人 |
| 2017年（平成29年）度 | 8件／5人  | 19件／13人 | 1件／0人 |
| 2018年（平成30年）度 | 9件／5人  | 12件／12人 | 3件／2人 |

### 年表
- 1997年、大和川病院事件（大阪府、医療法人北錦会）。保険医療機関取消、病院開設許可取消、医療法人認可取消処分[8]。院長は実刑判決。
- 2001年、朝倉病院事件。保険医療機関取消処分。
- 2002年、箕面ヶ丘病院事件。保険医療機関取消処分。
- 2008年、JFE健保組合川鉄千葉病院は、DPC請求をアップコーディングしていたことが発覚[9]。同病院は後に医療法人に事業譲渡された。
- 2009年、山本病院事件。生活保護受給者に対して実際には行っていない医療、不要な医療を行い保険請求していた[10]。医師である院長は詐欺、業務上過失致死にて実刑判決。
- 2010年、熱海温泉病院事件（熱海市、介護療養型医療施設）[11]。不正請求は6千件、20億円の不正請求となり最大級[12]。運営する医療法人は破産申立。
- 2012年、東京医科大学茨城医療センターが2008年4月～2009年5月の間に合計1億円を超える医療費を不正に保険者・被保険者に請求していた。これにより、2012年9月、関東信越厚生局は同センターの保健医療機関取り消し処分を発表（現在は再開）[13]。
- 2014年～2020年 - 三重県立総合医療センターが産婦人科での保険適用外の腹腔鏡手術112件について、開腹手術として診療報酬を不正請求していた。不正請求額は数千万円[14]。
- 2015年、指定暴力団が関与する、複数の医院、歯科医院、接骨院における不正請求事件が発覚。被害額は総額数億円になるとされる[15][16]。
- 2016年、大阪府池田市の男性市議（37歳）が、運営していた整骨院で診療報酬を不正に受給したとして、10月6日、大阪府警に詐欺容疑で逮捕された。男性市議は2015年の市議選で大阪維新の会公認で初当選したが、事件を受け離党。11月、市議会は議員辞職勧告決議を全会一致で可決[17][18]。2018年2月23日、大阪地方裁判所は「開院初期から不正請求を織り込んだ経営を続けていた。悪質で常習的犯行」として男性元市議に懲役2年10月（求刑懲役4年6月）の実刑判決を言い渡した[19]。
- 2017年、福島医療生活協同組合（大阪市福島区）が運営する鍼灸所にて、患者の健康保険を不正利用し鍼灸師が架空の診療をでっち上げ、不正請求していたことが発覚。同組合理事会は鍼灸師を懲戒解雇、鍼灸所は閉鎖[20]。不正請求額等不明。
- 2020年、群馬大学医学部附属病院で2010年4月～15年3月に延べ約74万件の不正請求が発覚し、7月8日までに対象患者約7万人に、余分に受け取っていた医療費計約1億7千万円を返還する方針を明らかにした。患者は県内在住の人がほとんどで、病院は郵送で通知した。麻酔治療の際に実際よりも高い保険点数で請求したり、カルテに記載のない医療行為を請求したりしていた。同院での腹腔鏡などの手術を受けた患者が相次いで死亡した問題（群馬大学病院腹腔鏡手術後8人死亡事故）をきっかけに、厚生労働省が行った監査で判明。不正請求を巡り、病院と医師1人が2017年3月、戒告の行政措置を受けた[21]。
- 2020年、三重大学医学部附属病院の医師らがカルテを改竄し、診療報酬を不正請求した疑いがあると9月に病院が発表した。カルテの改竄は約2200症例、不正請求額は2800万円以上。医師らの不正の疑いは3月末に発覚し、大学が院内調査委員会と第三者委員会を立ち上げた。[22][23]。12月、当該元医師（元准教授、懲戒解雇）が公電磁的記録不正作出・同供用罪で逮捕・起訴され、2021年1月にも同容疑で再逮捕された[24][25]。厚生労働省東海北陸厚生局が健康保険法に基づく「要監査」を通知（厚生労働省が医療機関に行う個別指導のうち最も重い措置）した（2021年5月報道）。不正が確認された臨床麻酔部だけでなく全診療科の診療報酬を約2年間かけて監査し、不正請求総額を特定する見通し[26]。
- 2021年2月（発表）、石川県金沢市の医療法人社団博洋会藤井病院（105床）が2016年7月分～18年8月分に渡って約1億6千万円（950件）の不正請求をしていた。これにより東海北陸厚生局は、藤井病院を保険医療機関指定取り消し処分とした[27][28]。
- 2021年９月（報道） - 松本病院（大阪市福島区）が2017年までの3年間、診療報酬の不正請求をしていたことが債権者への説明資料で判明したと毎日新聞が報道。同院を運営する医療法人友愛会が不正請求の返還をすれば事業継続が困難として倒産した[29]。

### 医療扶助の不適切受給
日本においては生活保護者の公費負担医療は自己負担ゼロとなるため、過剰医療が指摘されている。向精神薬の不正入手も会計検査院に指摘されている。

### 療養費の不正請求
会計検査院の是正勧告によれば、接骨院・整骨院によるレセプト請求の過半数（66.0%）において、接骨院・整骨院では保険適用できない慢性的な肩こり・腰痛・関節痛・リウマチ等に対してマッサージ等の施術を行い、傷病名を急性の「捻挫」「打撲」と偽り保険療養費請求する行為が行われている。

### 介護保険の不正請求
介護保険においても不正請求が度々指摘されている。
2007年、東京都において介護報酬不正請求が発覚し、コムスンが4300万円、ニチイ学館が4100万円であった。同年6月、厚生労働省はコムスンの介護保険指定事業所指定を打ち切り、コムスンは事業撤退、各県の1600事業所は事業譲渡され会社は清算されている（コムスン#介護報酬不正請求事件）。